# Cama (Grisones)
Cama es una comuna suiza del cantón de los Grisones, situada en la región de Moesa. Limita al norte con las comunas de Lostallo y Verdabbio, al este y sureste con las comunas de Dosso del Liro (ITA-CO), Gordona (ITA-SO) y Livo (ITA-SO), al sur con Leggia, y al occidente con Verdabbio.